# The Great Commission
The Great Commission ist eine Metalcore-Band aus Redlands, Kalifornien.

## Geschichte
The Great Commission wurde im Jahr 2007 gegründet und besteht aus den Musikern Angela Razo (Gesang, Gitarre), Justin Singh (Gesang), Billy Sweet (Gitarre), Solomon Joy (Bass), Alonso Azofeifa (Schlagzeug) und Victor Cota (Gesang, Gitarre). Razo und Singh spielten vorher gemeinsam in der Band Every Man for Himself.
Der Bandname stammt aus Kapitel 18 des Matthäusevangeliums. Am 17. Februar 2009 erschien das Debütalbum And Every Knee Shall Bow, das über Facedown Records und Strike First Records produziert und veröffentlicht wurde. Als Gastmusiker wirkten unter anderem Brook Reeves von Impending Doom („The Road Less Traveled“) und Matthie Montgomery von For Today („In A Time Where Hope Was Lost“) mit. Die Gruppe promotete das Album während ihrer USA-Tour gemeinsam mit Demon Hunter, For the Fallen Dreams, Throwdown und Oceano. Des Weiteren tourte die Gruppe mit For Today und Sleeping Giant, sowie als Support-Band von Living Sacrifice und War of Ages.
Die Gruppe unterzeichnete einen Vertrag mit Ain’t No Grave Records, welche eng mit dem deutschen Label Century Media arbeiten. Am 12. Juli 2011 erschien der Zweitling der Gruppe unter dem Titel Heavy Worship weltweit. Das Album stieg am 30. Juli 2011 jeweils in den Heatseekers- und den Christian Albums Charts von Billboard auf Platz 19 ein.
Am 18. Dezember 2011 spielte die Gruppe mit We Came as Romans, Blessthefall, Winds of Plague, The Word Alive, Motionless in White und As Blood Runs Black in Anaheim.
Am 8. Mai 2012 erschien mit Fireworks eine EP mit sechs Titeln. Fünf Stücke sind Akustikversionen bereits veröffentlichter Lieder, das sechste Lied ist ein Cover zu Firework von Katy Perry. Im selben Jahr hatte die Band einen Cameo-Auftritt im Musikvideo zu I Knew You Were Trouble von Taylor Swift. Am 18. Juni 2013 folgte mit Cast the First Stone das dritte Studioalbum der Gruppe.

## Stil
Das Label bezeichnet die Musiker der Gruppe gerade auf dem zweiten Album als einen Mix aus A Day to Remember, Emmure, Underoath und As I Lay Dying. The Great Commission bedeutet übersetzt „Der Missionsbefehl“.

## Diskografie

### Alben
- 2009: And Every Knee Shall Bow (Strike First Records, Facedown Records)
- 2011: Heavy Worship (Ain’t No Grave Records)
- 2013: Cast the First Stone

### EPs
- 2012: Firework (Ain’t No Grave Records)

## Videos
- Weight Of the World
- Draw the Line